# Balsley Peak
Der Balsley Peak ist ein markanter und 1100 m hoher Berg im westantarktischen Marie-Byrd-Land. Er ragt in den Alexandra Mountains 2,2 km südöstlich des La Gorce Peak auf.
Das Advisory Committee on Antarctic Names benannte ihn 2004 nach James Robinson Balsley Jr. (1916–1994), der im Rahmen der von der United States Navy durchgeführten Operation Highjump (1946–1947) nahe diesem Berg Magnetometeruntersuchungen durchführte und später Leiter der geophysikalischen Abteilung des United States Geological Survey wurde.